# Ratufa macroura
La ardilla gigante gris o de Sri Lanka (Ratufa macroura) es una especie de roedor esciuromorfo de la familia Sciuridae, una de las cuatro especies que forman el género Ratufa, las ardillas gigantes asiáticas. Esta especie es endémica de los bosques de Sri Lanka y del extremo sur de la India.

## Subespecies
Se conocen tres subespecies de Ratufa macroura.
- Ratufa macroura macroura
- Ratufa macroura dandolena
- Ratufa macroura melanochra